# Alfred Kerr
Alfred Kerr (25 de diciembre de 1867 – 12 de octubre de 1948), nacido como Alfred Kempner, fue un influyente crítico de teatro judío-alemán y ensayista, apodado el Kulturpapst ("Papa de la Cultura").

## Juventud
Kerr nació en una próspera familia en Breslavia, Silesia, tomando el apellido de Kerr en 1887 y realizando el cambio oficial en el año 1909. Estudió literatura en Berlín con Erich Schmidt. Posteriormente, fue un crítico de numerosos periódicos y revistas. Con el editor Paul Cassirer funda la revista artística Pan en 1910. 
Kerr fue conocido por su tratamiento en la crítica del drama, como otra rama de la crítica literaria. A medida que su fama creció se involucró en la polémica, con los críticos Maximiliano Harden y Herbert Ihering en particular. En la década de 1920 se volvió hostil contra Bertolt Brecht y lo atacó con acusaciones de plagio. En 1933, Kerr y su familia huyeron de Alemania a Londres a través de Checoslovaquia, Suiza y Francia. Estos años de exilio fueron descritos, desde la perspectiva de un niño, por la hija de Kerr en su libro: When Hitler Stole Pink Rabbit. Sus libros fueron quemados en mayo de 1933 por los nazis cuando llegaron al poder; Kerr había atacado el partido nazi en público, y él ya se había ido al exilio con su familia. Después de visitar Praga, Viena, Suiza y Francia, llegó a Londres en 1935 donde se estableció, en la miseria. Fue fundador de la Deutschen Kulturbund Freier, y trabajó para el club PEN alemán. Un antiguo enemigo Karl Kraus trabajó en su contra en algunos sectores. 
Kerr obtuvo la ciudadanía británica en 1947. En 1948 visitó Hamburgo en el inicio de un proyecto de gira de varias ciudades alemanas, pero sufrió un derrame cerebral y luego decidió terminar con su propia vida (sobredosis de pastillas para dormir adquiridos por la esposa). 
El für Alfred-Kerr-Preis Literaturkritik se estableció en 1977. A partir de 2004 sus obras se hacen disponibles y ampliamente leídas en Alemania. 
Su hijo Michael Kerr fue un jurista británico prominente. Su hija Judith Kerr escribió una autobiografía en tres volúmenes. El escritor Mateo Kneale es hijo de Judith con Nigel Kneale, el escritor de guiones de Quatermass.

## Obras

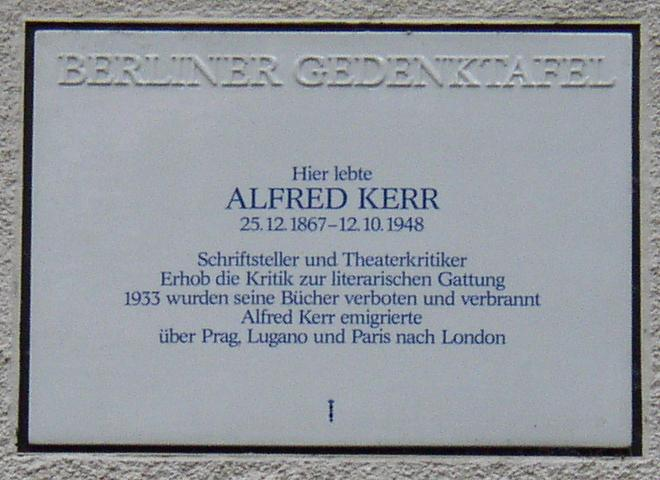
Placa conmemorativa en Berlín-Grunewald.

- Memorial placa en Berlín-GrunewaldGodwi. Ein deutscher Kapitel Romantik (1898). Disertaciones sobre Clemens Brentano.
- Das neue Drama (1905).
- Muere Harfe (1917) poemas.
- Ich sabio, fue ista zu sagen: Theaterkritiken 1893-1919. Werke VII Band, 1.
- Warum fließt der Rhein nicht durch Berlín? Briefe eines flâneurs europäischen. 1895 bis 1900.
- Nueva York und London, travel.
- O Spanien! travel.
- Caprichos (1926) poemas.
- Buch der Freundschaft (1928). Literatura infantil.
- So liegt der Fall Theaterkritiken 1919 - 1933 und im Exil
- Der Dichter und die Meerschweinchen: Clemens Tecks letztes Experiment
- Diktatur des Hausknechts
- Walther Rathenau. Erinnerungen eines Freundes
- Gruss an Tiere (1955) with Gerhard F. Hering
- Theaterkritiken (1971). Crítica selectiva-
- Ich kam nach England (1979). Diario.
- Mit Schleuder und Harfe (1982)
- Wo liegt Berlin? Briefe aus der Reichshauptstadt (1997)
- Alfred Kerr, Lesebuch zu Leben und Werk (1999)
- Mein Berlin (2002)